# Lars Tillenius
Lars Tillenius, född 9 januari 1954 i Västerås, är en svensk kyrkomusiker och kompositör i Västerås.

## Biografi
Lars Tillenius föddes 9 januari 1954 i Västerås. Tillenius deltog under uppväxten i Västerås baptistförsamling. Han studerade vid Musikhögskolan i Malmö. Fortsatta studier i körpedagogik och orgelpedagogik. Dirigentstudier för Eric Ericson och Helmuth Rilling. 2007 började han att arbeta som musikkonsulent i Västerås stift. Han slutade där den 1 september 2016 och blev pensionär. Tillenius är klockspelare i Västerås stadshus.

## Musikverk

### Orgel
- Till Österland vill jag fara.[3]

### Psalmer
- Det är så lätt att be. Komponerad 1981 och text skriven 1981 av Daniel Kviberg.[4]

- Kom till måltid, musik komponerad 1981.[5][6]

- Frid lämnar jag kvar åt er, musik komponerad 1981.[5] Utgiven i häftet Fyra bibelkörer 1989.[7]
- Orkester
- Rendezvous (fanfar) för symfoniorkester
- Triptyk för symfoniorkester och piano (koral, folkmelodi , gospel)